# 魚潭
魚 潭（オ・ダム、1881年5月7日 – 1943年7月5日）は、大韓帝国軍及び大日本帝国陸軍の軍人。日本統治時代の1940年に西川潭一（にしかわ・たんいち）と改名している。

## 人物
京畿道広州出身。1895年に、国費留学生として日本へ渡った。明治32年4月に渡日し、慶應義塾で教育を受けたのち、1899年11月21日に陸軍士官学校を卒業（第11期）、1900年に大韓帝国軍参尉に任官した。
日露戦争の際に日本軍が朝鮮に駐屯すると、日本軍は魚を高宗の最側近で護衛と監視を並行させる為に、侍従武官に任命した。1910年に日韓併合条約が締結されると、朝鮮駐箚軍司令部附に配属された。
1920年4月26日に、勅令第118号が発せられた事により、朝鮮軍人たる正領から一般の大佐に転じた。
1922年9月18日には少将、1930年12月22日には中将に進級し、翌1931年には朝鮮総督府中枢院の参議に任命された。日中戦争が勃発した翌年の1938年に、総督府が志願兵制を実施すると、総督府の機関紙である毎日新報の紙面で、学生に対して志願を呼びかける談話文を発表した。また、朝鮮臨戦報国団の発起人を引き受ける等、金錫源や崔麟などと共に銃後の支援も積極的に行った。

## 死後の評価
2002年に「民族の精気を立てる国会議員の集い」が光復会とともに発表した親日派708人名簿と、2005年に民族問題研究所で親日人名辞書に収録するために整理した親日人名辞書収録予定者1次名簿において、軍将校部門に選定された。2007年に、親日反民族行為真相糾明委員会が発表した親日反民族行為195人名簿にも収録されている。